# ニューヨーク・ワールド・ビルディング
ニューヨーク・ワールド・ビル (New York World Building) は、ニューヨーク市マンハッタンに存在した高層ビルである。設計は初期の高層ビル専門家であるジョージ・B・ポストで、かつて存在した新聞社ニューヨーク・ワールドのオフィスとして1890年に竣工した。そして、1955年にこのビルは取り壊された。

## 歴史
ニューヨーク・ワールド・ビルの建設は1889年10月10日に始まり1890年12月10日に完成した。住所は53-63 パーク・ロウで、パーク・ロウと現在は閉鎖されたフランクフォート・ストリート (Frankfort Street) の角にあたる。このビルは20階立てで、現在の標準的なビルでは16から18階立てに相当する。ニューヨーク・ワールド・ビルは、その新聞社のオーナーであり、このビルを委託したジョーゼフ・ピューリツァーの名前から ピューリツァー・ビルとしても知られる。ピューリツァーの私用オフィスはドーム部分の二階にあり、そこから他のビルが通りに沿って見下ろせた。
19世紀の間、多くの高層ビルが新聞社によってニューヨーク市庁舎のすぐ東のパーク・ロウ沿いに建設された。これは高層ビルの開発競争となり世界一の高さが競われた。ニューヨーク・ワールド・ビルの競争相手には、en:Richard Morris Huntによって設計されたトリビューン・ビル (en, 1876)、ポッター・ビル (en, 1886)、パーク・ロウ・ビル (1899)、およびジョージ・ポストによる他の二つのビルセントポール・ビル (en, 1895–1898) と旧タイムズ・ビル (en, 1889) であった。
ニューヨーク・ワールド・ビルはこの競争に勝って世界一高いビルとなり、ニューヨークで一番高いビルの座を約5年間保持した。このビルは、当時ニューヨークで一番高い建築物であったトリニティ教会の高さを初めて上回った。また、1890年から1934年まで、同社が発行していた『ワールド・アルマナック』の表紙に使用されていた。
このビルは一時、ニグロリーグの幹部であるen:Nat Strongによって所有された。
ニューヨーク・ワールド・ビルは、ブルックリン橋への進入道路を拡張するために1955年に解体された。
- ニュースペーパー・ロウのビル群、左がワールドビル（1906年頃撮影）